# Arnold Willem Kort
Arnold Willem Kort (Haarlem, 23 februari 1881 – Groningen, 2 maart 1972) was een Nederlandse kunstschilder en ontwerper.
Kort was leerling (1894-1899) aan de Kunstnijverheidsschool in zijn geboorteplaats. Hij kreeg les van onder anderen Chris Lebeau, Hendrik Maarten Krabbé en Michel Duco Crop. Na zijn opleiding werkte Kort onder George Willem van Heukelom, architect van de Spoorwegen, en decoreerde hij Station Hengelo en Station Roosendaal. Hij werkte ook als decorateur voor De Distel in Amsterdam.

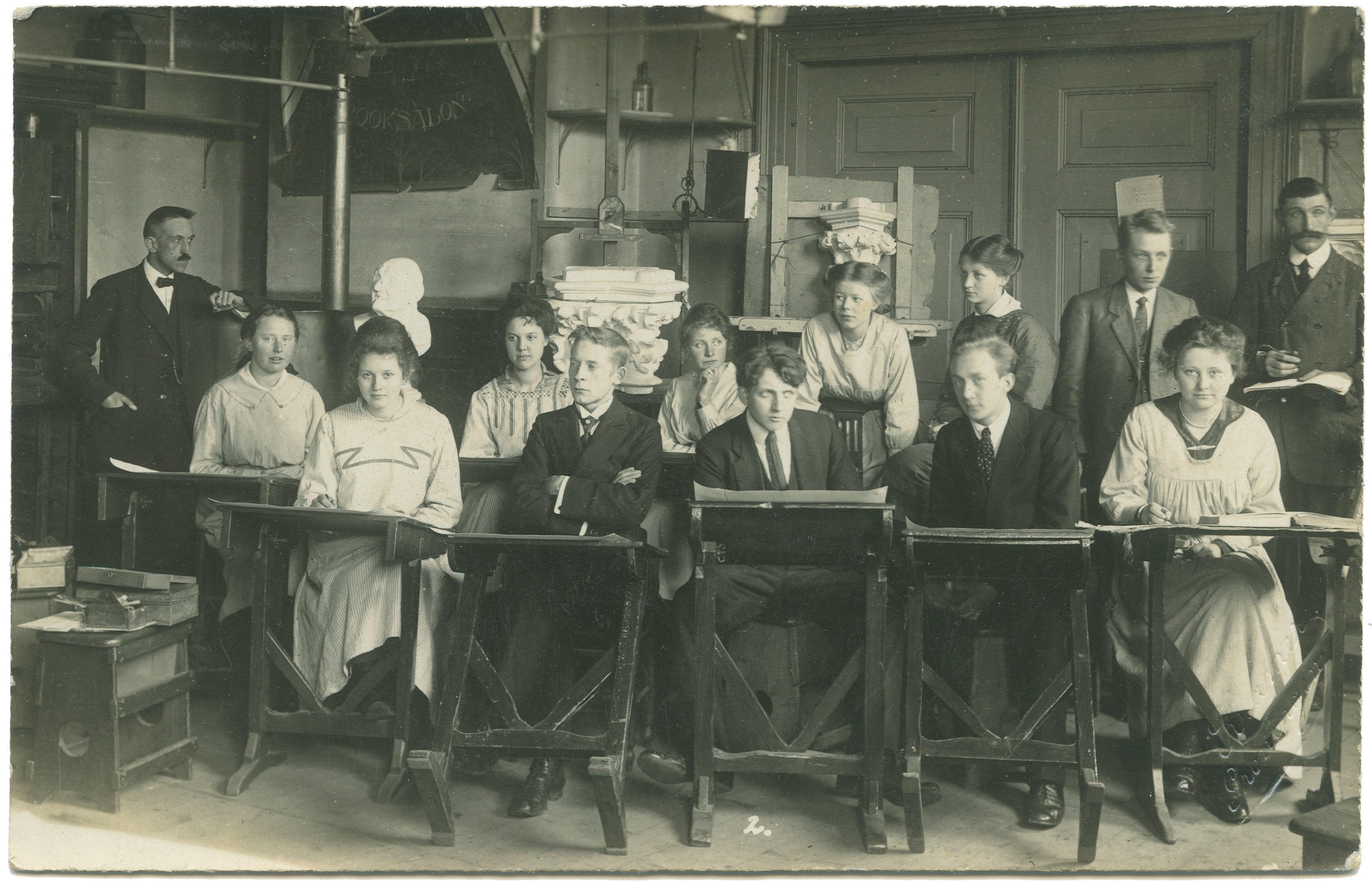
Een klas van Academie Minerva (1922), gefotografeerd door P.B. Kramer. Links staat docent A.W. Kort. Vooraan 2e van rechts zit Johan Dijkstra. De jongedame middenachter, met haar hand onder het hoofd, is Dijkstra's latere echtgenote Marie van Veen.

In 1901 kreeg Kort een baan bij de meubelfabriek van J.A. Huizinga in de stad Groningen. Hij ontwierp voor de fabriek gordijnstoffen, batiks en meubelen. Hij volgde in datzelfde jaar lessen aan Academie Minerva en werd hier in 1908 leraar decoratief schilderen. Als schilder maakte Kort vooral ingetogen, atmosferisch verstilde stillevens. In 1946 ging hij met pensioen. Tot zijn leerlingen aan Minerva waren onder anderen Johan Dijkstra, George Martens, Thees Meesters, Rinus Meijer, Wladimir de Vries en Jan van der Zee.